# توکلوجاک (آماسیه)
توکلوجاک (به ترکی استانبولی: Toklucak) یک منطقهٔ مسکونی در ترکیه است که در آماسیه واقع شده‌است.